# クッキンアイドル アイ!マイ!まいん! まいん歌のレシピ4
『クッキンアイドル アイ!マイ!まいん! まいん歌のレシピ(4)』（クッキンアイドル アイ!マイ!まいん! まいんうたのレシピよん）は福原遥の4作目アルバムである。2011年3月16日にキングレコードより発売された。

## 内容
福原遥が主人公の柊まいんとして出演しているNHK教育の番組『クッキンアイドル アイ!マイ!まいん!』で歌った曲を集めたオリジナル・アルバムの第4弾。初回限定盤のみ「ミラクル☆メロディハーモニー」のリミックス版のジョートバージョンを収録。トラック13〜32はサウンドトラックとして収録。本作は長谷川智樹が殆どの楽曲の作曲・編曲・プロデュースを担当した。

## 批評
CDジャーナルはサウンドトラック部分を「スリル感たっぷりで慌てたときに流れるであろう『トホホホホ～』には、思わずハマった」と評した。

## 収録曲

### CD
1. 青空にジュワッ!
2. カラフルイリュージョン
3. ときめきクルン!
4. グルグルパーティー
5. ハッピーを信じてる
6. ホンワカあったかクリスマス
7. うれしいサプライズ
8. 夢みるパラダイス
9. とどけ!スマイル!!
10. スイーツプリンセス
11. エンジェルの魔法
12. キャベツはさみムシ
13. いつもの朝
14. はじめるよ!
15. オー!ゴージャス!
16. 素敵ね
17. さぁ対決よ
18. かっこいいね!
19. たすけて〜!
20. ニイハオ!
21. 冒険大好き
22. 熱血勝負
23. 社長
24. 大丈夫なの?
25. トホホホホ〜
26. ピンチだよ〜
27. 悲しい気持ち
28. あやしい影
29. どうしよう
30. ドキドキ
31. 踊りましょう
32. ミラクル☆メロディハーモニー 〜チアガールミックス〜

### DVD
1. ミラクル☆メロディハーモニー 〜チアガールミックス〜（ショートバージョン）
2. ミラクル☆メロディハーモニー 〜チアガールミックス〜（ショートバージョン、カラオケ＋歌詞付き）